# Rạn san hô Tubbataha
Rạn san hô Tubbataha hay Công viên tự nhiên Tubbataha (tiếng Filipino: Bahurang Tubbataha) là một khu bảo tồn tự nhiên nằm giữa biển Sulu, thuộc tỉnh Palawan, Philippines. Khu bảo tồn biển này bao gồm hai đảo san hô khổng lồ, được đặt là Đảo san hô Bắc và Đảo san hô Nam cùng một rạn san hô nhỏ hơn có tên là Jessie Beazley với tổng diện tích 97.030 hécta (239.800 mẫu Anh; 374,6 dặm vuông Anh). Nó nằm cách 150 km (93 mi) về phía đông nam của thành phố Puerto Princesa, thủ phủ của tỉnh Palawan. Các hòn đảo và rạn san hô đều không có người ở và là một phần của đô thị đảo Cagayancillo, nằm cách khoảng 130 km (81 dặm) về phía đông bắc của rạn san hô.
Vào tháng 12 năm 1993, UNESCO đã công nhận Vườn quốc gia Rạn san hô Tubbataha là Di sản thế giới như một ví dụ độc đáo của một rạn san hô đảo với mật độ rất cao của các loài sinh vật biển; Đảo Bắc phục vụ như một nơi làm tổ cho nhiều loài chim và rùa biển. Địa điểm này là một ví dụ tuyệt vời về một rạn san hô nguyên sơ với bức tường san hô ngoạn mục cao tới 100 mét, đầm phá rộng lớn và hai hòn đảo san hô. Năm 1999, Tubbataha cũng đã được liệt kê như là một trong những vùng đất ngập nước có tầm quan trọng quốc tế theo Công ước Ramsar. Năm 2008, rạn san hô được đề cử tại Bảy Kì quan Thiên nhiên Mới của Thế giới.
Vườn quốc gia và phần còn lại của quần đảo Philippines là một phần của Tam giác San Hô, được công nhận là trung tâm đa dạng sinh học biển chứa 75% các loài san hô được mô tả và 40% cá sống trong rạn san hô trên thế giới. Khu vực này đang bị đe dọa nghiêm trọng do các hoạt động đánh bắt quá mức. Nghiên cứu của các nhà khoa học khi đến thăm các rạn san hô từ những năm 1980 cho thấy Công viên tự nhiên Rạn san hô Tubbataha chứa không dưới 600 loài cá, 360 loài san hô, 11 loài cá mập, 13 loài cá heo và cá voi cùng 100 loài chim biển. Các rạn san hô là nơi làm tổ vô cùng quan trọng cho hai loài Đồi mồi và Đồi mồi dứa.

## Địa lý
Công viên tự nhiên này nằm giữa biển Sulu, thuộc tỉnh Palawan, cách thành phố Puerto Princesa 150 km về phía đông nam, có tổng diện tích 97.030 hécta (239.800 mẫu Anh; 374,6 dặm vuông Anh). Rạn san hô Jessie Beazley nhỏ hơn nằm cách hai đảo san hô khoảng 20 km về phía bắc.
Về địa chất, rạn san hô Tubbataha nằm trên sườn núi Cagayan, bao gồm các núi lửa tuyệt chủng dưới biển. Đây là một cấu trúc đảo san hô thực sự, người ta tin rằng các đảo san hô Tubbataha đã được hình thành từ hàng ngàn năm trước dưới dạng các rạn san hô và đảo núi lửa. Điều này dựa trên lý thuyết của Charles Darwin rằng, đảo san hô được hình thành khi một ngọn núi lửa phun trào và sau đó một hòn đảo được sinh ra. Khi các núi lửa bị tuyệt chủng và các hòn đảo dần chìm xuống sau một thời gian dài, chỉ còn lại san hô phát triển hướng về phía ánh sáng mặt trời. Các san hô rất lớn nhìn thấy ngày nay nằm xung quanh đầm phá ban đầu.

## Tổn hại
Tháng 1 năm 2013, tàu quét mìn USS Guardian của Hải quân Hoa Kỳ mắc cạn tại đây làm hỏng một phần rạn san hô. Ngày 8 tháng 4 năm 2013, một tàu cá Trung Quốc mắc cạn và làm hư hại khoảng 3.902 m² rạn san hô Tubbataha.